# Голдън ретрийвър
Голдън ретрийвър познат и като Златен ретрийвър (на английски: Golden Retriever) е порода куче, първоначално създадена като ловджийска порода да събира дивеча по време на лов. Като такива те са създадени с мека муцуна, за да връщат дивеча неповреден и с инстинктивна любов към водата. Интелектът и гъвкавостта им ги поставят в различни роли, включващи намиране на нелегални наркотици, спасителни кучета, като ловджийски кучета и кучета водачи на инвалиди и слепи. Притежават дружелюбно, способно към молене поведение и са една от най-популярните фамилни породи в света.

## История
Голдън ретрийвърът е първоначално създаден в Гуизахан, близо до долината Африк (Шотландия), високопланинското имение на Сър Дъдли Марджбанкс, по-късно Барон Туидмаут. В продължение на много години е имало спор кои породи са били първоначално кръстосани.
Първоначалното кръстосване било между жълт ретрийвър, Nous, и воден туид шпаньол, Belle. Водният туид шпаньол сега не съществува, но през онова време е бил обичайно отглеждана порода в граничната страна.
Голдън ретрийвърите за пръв път били приети за регистрация от The Kennel Club в Англия през 1903 г. За пръв път са били показани през 1908 г., а през 1911 г. са били познати като порода Ретрийвър.

## Външен вид
Височината му варира от 50 до 61 см, а теглото му – 25 до 40 кг. Главата е широка и има заострена муцуна, кафяв нос, нежни, кафяви очи и висящи, със средни размери уши. Шията е силна, а опашката дълга, но не и навита. Представителите на породата имат т.нар. „мека уста“, т.е могат да носят яйца в устата си без да ги чупят.

### Козина и цвят
Както показва името им, цвета на козината им може да варира от светлите, до тъмните златни тонове. Козината им е плътна и непромокаема, и може да е права или умерено вълнообразна. Според стандарта на AKC козината е „сияещо златиста с различни оттенъци на златистото“, като не се позволяват крайно светли или крайно тъмни тонове. The Kennel Club позволява кремавото като допустим цвят. Козината на Голдъна също може да е и в махагонов цвят, въпреки че не се приема в Британските състезания. С остаряването на кучето, козината е възможно да стане по-тъмна или по-светла, заедно със забележимо избеляване на козината ,но и около муцуната. Козината на малките кученца е по-светла отколкото когато пораснат.

## Поведение
Характерът на Голдън Ретрийвърът е отличителен белег на породата и е описан като „мек, дружелюбен и самоуверен“. По принцип са еднакво дружелюбни към непознати и тези, които са част от семейството. Хапят кучета само ако се опитат да им вземат храната и то само по горната устна.
Голдън Ретрийвърите са също известни с високия си интелект. Интелектът им ги поставя на четвърто място сред всички породи по света. Получават призвание за търпението си към децата.
С достигане на зрялост, активността на Голдъните се увеличава многократно и стават любители на игрите. Изключение прави мирното чакане на дивеча по време на лов. Възрастните Голдъни обичат да работят и имат рядката способност да се концентрират над зададената им задача.
Голдъните се поддават лесно на тренировка и са използвани заедно с Лабрадор Ретрийвърите като кучета водачи.
Женският Голдън може да стане отлична заместителна майка на различни видове. Котенца и дори малки тигърчета от зоологически градини са добре отгледани от Голдън Ретрийвъри. В някои случаи приемната майка може да произведе мляко за осиновените, дори и да не е била бременна напоследък.

## Здраве
Справят се отлично на площ от 45 м2. Докато за породата е характерна жизнеността, някои ретрийвъри са податливи на специфични болести. Отговорният развъдчик трябва да сведе риска от заболяване като има предвид здравето на кучетата в размножителната двойка. Като резултат от нехайно разплождане, Голдън ретрийвърите са предразположени към различни болести. Тазобедрената дисплазия се среща често сред породата.
Средната продължителност на живота му е 10 – 12 години.